# Jean-François Lesueur

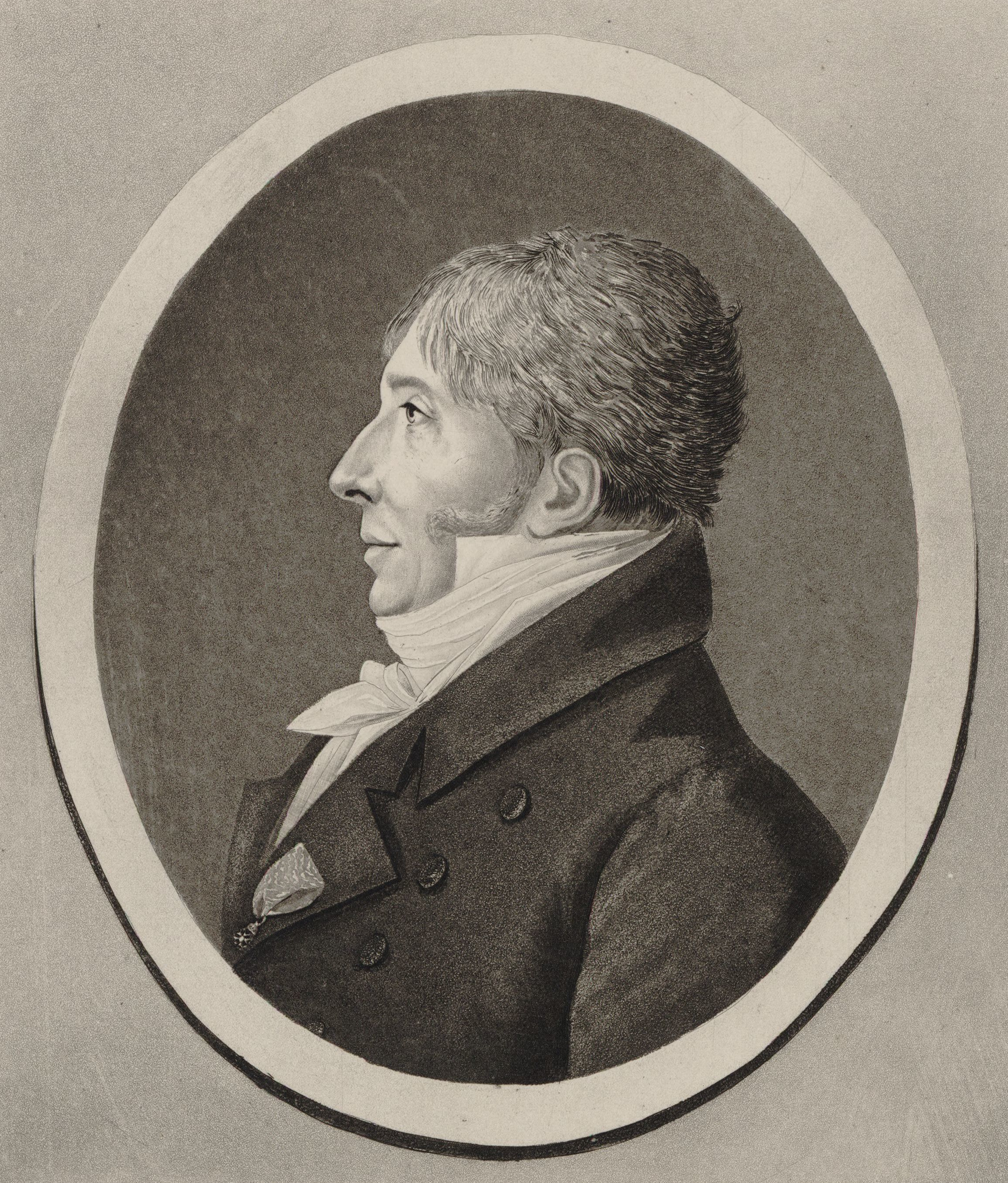
Jean-François Lesueur (1818)

Jean-François Lesueur (Le Sueur; * 15. Februar 1760 in Drucat, Ortsteil Plessiel, bei Abbeville; † 6. Oktober 1837 in Paris) war ein französischer Kirchenmusiker und Komponist. Lesueur komponierte neben zahlreichen Opern über dreißig Messen, vier Oratorien, ein Stabat mater und kleinere Werke. Stilistisch gilt er als Vorläufer von Hector Berlioz.

## Leben
Über Jean-François Lesueurs familiäre Herkunft besteht Unklarheit, so wurde berichtet, er sei in eine angesehene und alteingesessene Familie in der Picardie geboren worden und er soll demnach ein Großneffe des berühmten Malers Eustache Le Sueur gewesen sein. Sein späterer Schüler, der Komponist Hector Berlioz, schwärmte: „eine alte Familie aus der Grafschaft Ponthieu, deren Mitglieder manches Amt im Militär, am Gericht, auf der Kanzel und in Bildung und Künsten ehrenvoll bekleidet haben.“ Doch ist von René Tiron, seinem Gefährten im Knabenchor der Kathedrale von Amiens die Aussage überliefert, Lesueur sei der Sohn eines „armen Bauern“ gewesen und ein Mémoire von 1802 besagt seinerseits, dass Lesueur „von einem einfachen Bauern geboren“ sei.
Um 1767 wurde Jean-François Lesueur zum Dienst als Ministrant beigezogen und erhielt die für die Messe in der Église collégiale Saint-Vulfran in Abbeville erforderliche Unterweisung im Chorgesang. 1770 „entriss“ ihn sein Vater aus der Fürsorge der Mönche von Saint-Vulfran, um diesen begabten Knaben mit goldener Stimme dem Domkapitel der Kathedrale von Amiens zu präsentieren. In Amiens, der Hauptstadt der Picardie, wurde die fundierte stimmliche und musikalische Ausbildung Lesueurs vertieft und er lernte auch Latein, mit dem vorbestimmten Ziel eine professionelle musikalische Laufbahn in der geistlichen oder profanen Musik einzuschlagen.
Von Oktober 1776 bis Juli 1777 besuchte Lesueur die von den Jesuiten geführte gymnasiale Schule Collège d'Amiens, wo er neben einer Erweiterung seiner musikalischen Fähigkeiten auch eine Einführung in Theater und Ballett erhielt.
1778 wurde er zum Kapellmeister der Kathedrale von Sées in der Normandie ernannt, ein Amt, das er kurz darauf wieder abgab, um in Paris, bei Nicolas Roze, Harmonik zu studieren. Roze war mit der musikalischen Leitung an der Église des Saints-Innocents betraut und galt als Meister seines Fachs, was dem Inhaber Niederer Weihen erlaubte, sich straflos den Titel eines Abbé anzueignen. 1779 wurde Lesueur an die Kathedrale von Dijon berufen, 1782 folgte die Berufung an die Kathedrale von Le Mans und im Folgejahr an die Basilika Saint-Martin de Tours, wo er blieb, bis er wenige Jahre später in Paris die Nachfolge von Nicolas Roze antreten konnte. 1786 gewann er den Musikwettbewerb für die Berufung zum Ersten Kapellmeister an der Kathedrale Notre-Dame de Paris.
Ab 1783 oder 1784 führte nun auch Lesueur den Titel eines Abbé, ohne dazu berechtigt zu sein. Als das Pariser Domkapitel ihm darauf ein geistliches Amt antrug, wies er den Vorschlag ab und begründete dies mit „seiner entschiedenen Abneigung gegen den geistlichen Stand“ (Mémoire von 1802). Diese Weigerung trübte fortan die Beziehung zwischen dem Musiker und seinem Arbeitgeber.
Am 15. August 1786, dem Festtag Mariä Aufnahme in den Himmel, gelang es Lesueur mit seiner vom Orchester begleiteten Kirchenmusik das Publikum zu begeistern. Zu Ostern, Pfingsten und Weihnachten ließ er erneut das Orchester aufspielen, was jedes Mal Massen von Messegängern anlockte und der Kathedrale Notre-Dame schon bald den Ruf eintrug, die „Oper der armen Leute“ zu sein, was die Welt der Musiker und Geistlichen in Aufruhr versetzte. In der Schrift Exposé d'une musique imitative et particulière à chaque solennité von 1787 (dt. etwa: Darlegung einer zur Nachahmung anregenden und besonderen Musik anlässlich jeder Feierlichkeit) verteidigte sich Lesueur gegen die Polemik. Das Domkapitel zu Paris reagierte heftig und beschloss die Streichung von Geldern, mit denen Lesueur die Orchestermusik finanziert hatte, was ihn 1788 veranlasste von seiner Funktion zurückzutreten. Die Kirche hatte ihrerseits den Musiker bereits im Herbst 1787 wegen „Desertion und Absentismus“ entlassen. Er reiste darauf nach London und wohnte anschließend von Ende 1788 bis zu dessen Tod am 9. Juni 1790 bei Jean Bochart de Champigny, dem Kanoniker von Notre-Dame.
1790 kehrte Lesueur nach Paris zurück. Die Französische Revolution brachte die Auflösung zahlreicher Kirchen und Klöster und bedeutete für Geistliche wie Kirchenmusiker in vielen Fällen den Verlust ihrer Arbeitsstelle. Fast alle Berufsmusiker Frankreichs waren mit dem vorzeitigen Ende ihrer Karriere konfrontiert. Auch Jean-François Lesueur musste sich den veränderten Bedingungen anpassen, was ihm mit drei am Théâtre Feydeau zur Aufführung gebrachten Opern gut gelang: La Caverne ou le Repentir (1793), Paul et Virginie ou le Triomphe de la vertu (1794), Télémaque dans l'île de Calypso ou le Triomphe de la sagesse (1796). Die Komposition von La Caverne war in der Zeit seiner Zurückgezogenheit bei Jean Bochart de Champigny entstanden, Télémaque entstand hingegen bereits 1784–1785, als er noch an der Église des Saints-Innocents wirkte.
Am 21. November 1793 wurde Lesueur Professor an der Offiziersschule der Garde nationale. 1795 erfolgte die Wahl ins Gremium der Commission des études und die Ernennung zum Inspecteur am von der Revolutionsregierung gegründeten Conservatoire national supérieur de musique et de danse de Paris. Mit Étienne-Nicolas Méhul, Honoré Langlé, François-Joseph Gossec und Charles-Simon Catel verfasste er Principes élémentaires de la Musique et des Solfèges du Conservatoire (dt. etwa: Prinzipien der musikalischen Elementarlehre des Konservatoriums). Jedoch musste er hinnehmen, dass seine beiden Werke Ossian ou Les Bardes und La Mort d'Adam an der Pariser Oper nicht angenommen wurden, weil diese der Sémiramis seines Kollegen Catel den Vorzug gab. Darüber verbittert, veröffentlichte Lesueur die Streitschrift Projet d'un plan général de l'instruction musicale en France. Darin griff er das Konservatorium, dessen Methoden und dessen Direktor direkt an, was ihm die Absetzung von allen Ämtern auf den 23. September 1802 einbrachte.
Durch den Verlust seiner Stellung sah sich Lesueur wirtschaftlich zunehmend bedrängt, bis er 1804 von Napoléon Bonaparte zum Hofkapellmeister der Chapelle de Tuileries und Nachfolger Giovanni Paisiellos bestimmt wurde. Nachdem Nicolas Dalayracs zunächst vorgezogenes Werk Le Pavillon du Calife abgesagt wurde, gelangte nun doch Lesueurs bekannteste Komposition Ossian ou Les Bardes endlich zur Aufführung und bescherte seinem Autor einen fulminanten Erfolg. Die Aufführung an der Opéra de Paris gefiel dem „Kaiser der Franzosen“, als dessen „Lieblingsoper“ sie bald galt, so gut, dass Lesueur, auf Veranlassung Napoleons, zum Ritter der Ehrenlegion ernannt wurde. Lesueur komponierte hierauf für Napoleons Selbstkrönung einen Triumphmarsch und ließ es sich nicht nehmen, persönlich die Kaiserkrönung Napoleons I. in der Kathedrale Notre-Dame mit einer Messe von Paisiello und einem Vivat seines Mentors Nicolas Roze zu begleiten. 1813 wurde Lesueur in die Académie des Beaux-Arts aufgenommen, wo er den Sitz von André Grétry einnahm.
In der Zeit der Restauration gelang es Lesueur erneut, sich als Hofkomponist und Kapellmeister, sowie als Chef d'orchestre der Pariser Oper, mit den veränderten politischen Bedingungen zu arrangieren. Am 1. Januar 1818 wurde er zudem Lehrer für Komposition am Konservatorium, wo Hector Berlioz, Ambroise Thomas, Charles Gounod, Xavier Boisselot, Louis Désiré Besozzi und Antoine François Marmontel zu seinen Schülern zählten. Zu seinen letzten Werken gehört eine Krönungsmesse für Karl X., deren Aufführung in der Kathedrale von Reims er leitete. 1837 starb er in Paris und wurde auf dem Cimetière du Père Lachaise (Division 11) beerdigt.

## Werk

### Werke für Orchester
- 1804 Ossian ou Les Bardes (Digitalisat)

### Werke für Blasorchester
- Marche du Sacre de Napoléon
- Scène patriotique pour chœur d'hommes et orchestre d'harmonie
- Hymne de triomphe de la République Française
- Hymne pour le 27 juillet (Chant du IX thermidor)
- Chant dithyrambique
- Hymne pour le festival de l'Agriculture
- Hymne pour l'Inauguration d'un Temple de la Liberte

### Oratorien und Geistliche Werke
- 1826 Weihnachtsoratorium
- 1833 Super flumina Babylonis, Oratorium
- Rachel, Oratorium
- Ruth et Booz, Oratorium

### Bühnenwerke
- 1793 La Caverne, Oper in 3 Akten – Libretto: Paul Dercy nach Alain-René Lesage Histoire de Gil Blas de Santillane
- 1794 Paul et Virginie ou Le Triomphe de la vertu, Oper in 3 Akten – Libretto: Alphonse de Congé Dubreuil nach Jacques Henri Bernardin de Saint-Pierre
- 1796 Télémaque dans l'île de Calypso ou Le Triomphe de la sagesse, Oper in 3 Akten – Libretto: Paul Dercy
- 1802/1804 Ossian, ou les Bardes, Oper in 5 Akten – Libretto: Paul Dercy, komplettiert von Jacques-Marie Deschamps
- 1804 L'inauguration du temple de la victoire, 1807
- 1807 Le Triomphe de Trajan, Oper in 3 Akten – Libretto: Joseph Esménard
- 1809 La mort d'Adam, Oper in 3 Akten – Libretto: Nicolas François Guillard nach Friedrich Gottlieb Klopstock
- 1814–1825 Alexandre à Babylone, Oper in 3 Akten – Libretto: Pierre Marie Baour-Lormian
- Tyrhée, Oper
- Artaxerse, Oper

## Schriften
- Projet d'un plan général de l'instruction musicale en France, um 1800
- Notice sur la Melopée, la Rhythmopée, et les grandes caractères de la musique ancienne, 1793